# 15267 Kolyma
För andra betydelser, se Kolyma (olika betydelser).
15267 Kolyma eller 1990 VX4 är en asteroid i huvudbältet som upptäcktes den 15 november 1990 av den belgiske astronomen Eric W. Elst vid La Silla-observatoriet. Den är uppkallad efter Kolymafloden i Sibirien.
Asteroiden har en diameter på ungefär 7 kilometer.